# Maksim Mikhaïlovski
Pour les articles homonymes, voir Mikhaïlovski.
Temple de la renommée russe : 1993
Maksim Mikhaïlovitch Mikhaïlovski - en russe : Максим Михайлович Михайловский et en anglais : Maksim Mikhailovsky (né le 24 juillet 1969 à Moscou en URSS) est un joueur professionnel russe de hockey sur glace,.

## Carrière de joueur

### Carrière en club
En 1988, il commence sa carrière avec le HK CSKA Moscou et remporte le championnat d'URSS 1989 et la Coupe d'Europe 1989-1990. De 1993 à 1995, il part en Amérique du Nord et joue dans diverses ligues comme la Ligue américaine de hockey, la Ligue Coloniale de hockey et la Ligue internationale. Après un retour au CSKA, il a porté les couleurs du Metallourg Magnitogorsk, du Lada Togliatti et du Severstal Tcherepovets. Il met un terme à sa carrière de joueur en 2006 après une saison au Torpedo Nijni Novgorod dans la Vyschaïa Liga.

### Carrière internationale
Il a représenté la Russie au niveau international. La Russie remporte la médaille d'or au championnat du monde 1993. Il a également été sélectionné en 1996 et 1997.

## Trophées et honneurs personnels
CoHL
- 1995 : nommé meilleur gardien.

Superliga
- 2003 : nommé dans l'équipe type.